# Man of the House
Man of the House är en amerikansk långfilm från 2005 i regi av Stephen Herek, med Tommy Lee Jones, Cedric the Entertainer, Christina Milian och Paula Garcés i rollerna.

## Handling
Texaspolisen Roland Sharp (Tommy Lee Jones) får i uppdrag att skydda de enda vittnena till mordet på en nyckelfigur, i ett åtal mot en knarkhandlare. Vittnena är en grupp hejaklacksledare från ett universitet i Texas. Sharp måste nu därför byta identitet och bli skolans assisterande tränare för hejaklacksledarna. Han måste också flytta ihop med de fem tonåringarna. 

## Rollista
| Tommy Lee Jones        | – Ranger Roland Sharp      |
| Cedric the Entertainer | – Percy Stevens            |
| Christina Milian       | – Anne                     |
| Paula Garcés           | – Teresa                   |
| Monica Keena           | – Evie                     |
| Vanessa Ferlito        | – Heather                  |
| Kelli Garner           | – Barbara "Barb" Thompson  |
| Anne Archer            | – Professor Molly McCarthy |
| Brian Van Holt         | – Agent Eddie Zane         |
| Shea Whigham           | – Ranger Holt              |
| Terry Dale Parks       | – Ranger Riggs             |
| R. Lee Ermey           | – Captain Nichols          |
| Paget Brewster         | – Binky Beauregard         |
| Shannon Woodward       | – Emma Sharp               |
| Liz Vassey             | – Maggie Swanson           |